# Tekst (film)
Tekst (russisk: Текст) er en russisk spillefilm fra 2019 af Klim Sjipenko.

## Medvirkende
- Aleksandr Petrov som Ilja Goryunov
- Ivan Yankovskij som Pjotr Khazin
- Kristina Asmus som Nina
- Maksim Vinogradov som Serjoga
- Sofja Ozerova som Vera